# Vallée de l'Amplero
La Vallée de l'Amplero est une vallée de la Marsica qui se trouve dans le nord-est du territoire communal de Collelongo, en Italie. La Marsica est une sous-région de la province de L'Aquila, dans les Abruzzes. La vallée de l'Amplero a livré plusieurs sites archéologiques des époques préromaine et romaine.

## Situation
Non loin du périmètre extérieur du parc national des Abruzzes, Latium et Molise, la vallée de l'Amplero est limitrophe au nord de la zone montagneuse comprise entre les communes d'Ortucchio et Trasacco, qui sépare la plaine du Fucin de la vallée de Vallelonga, et au sud du territoire de la commune de Villavallelonga,.

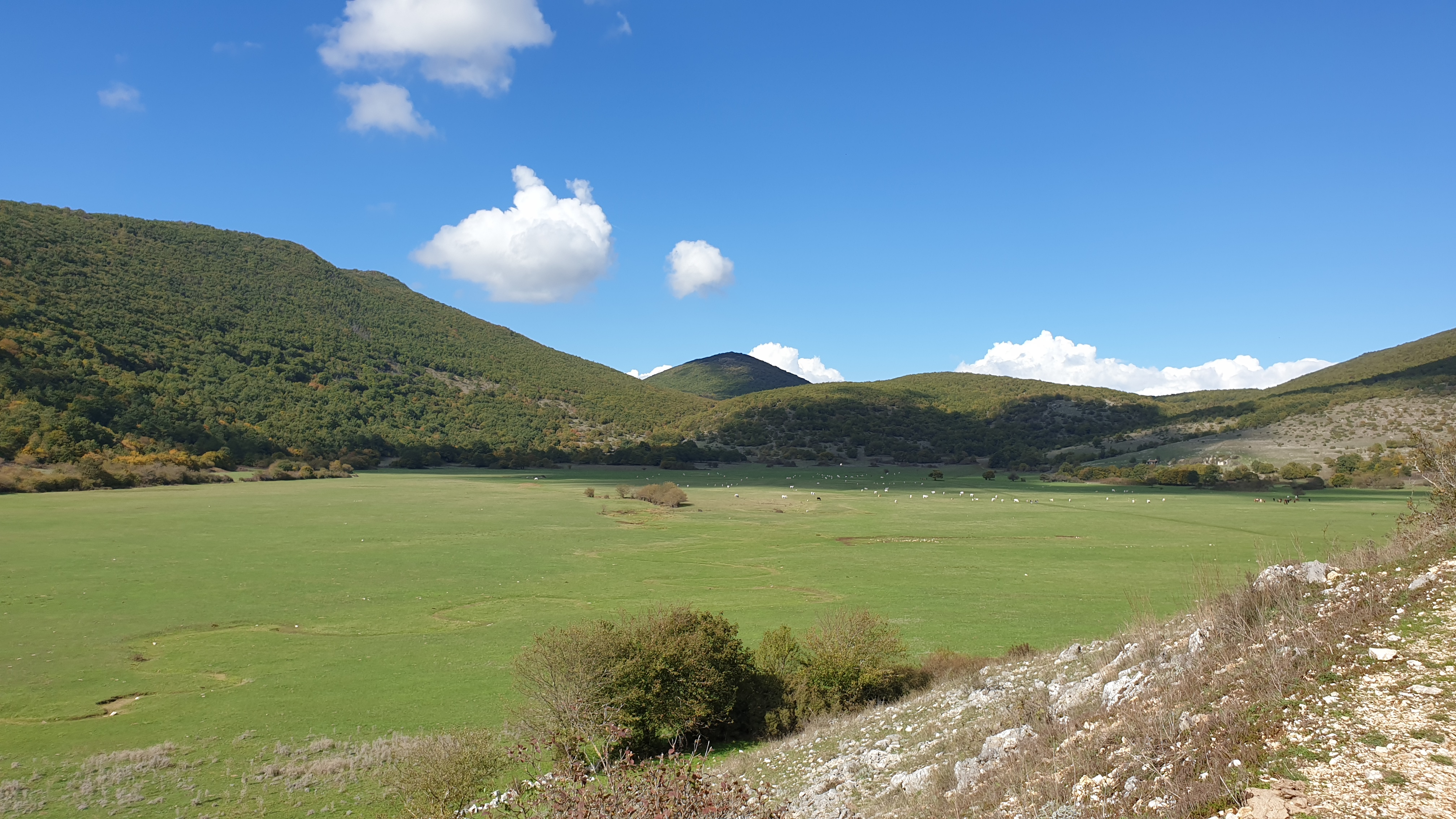
Vue sur la vallée de l'Amplero

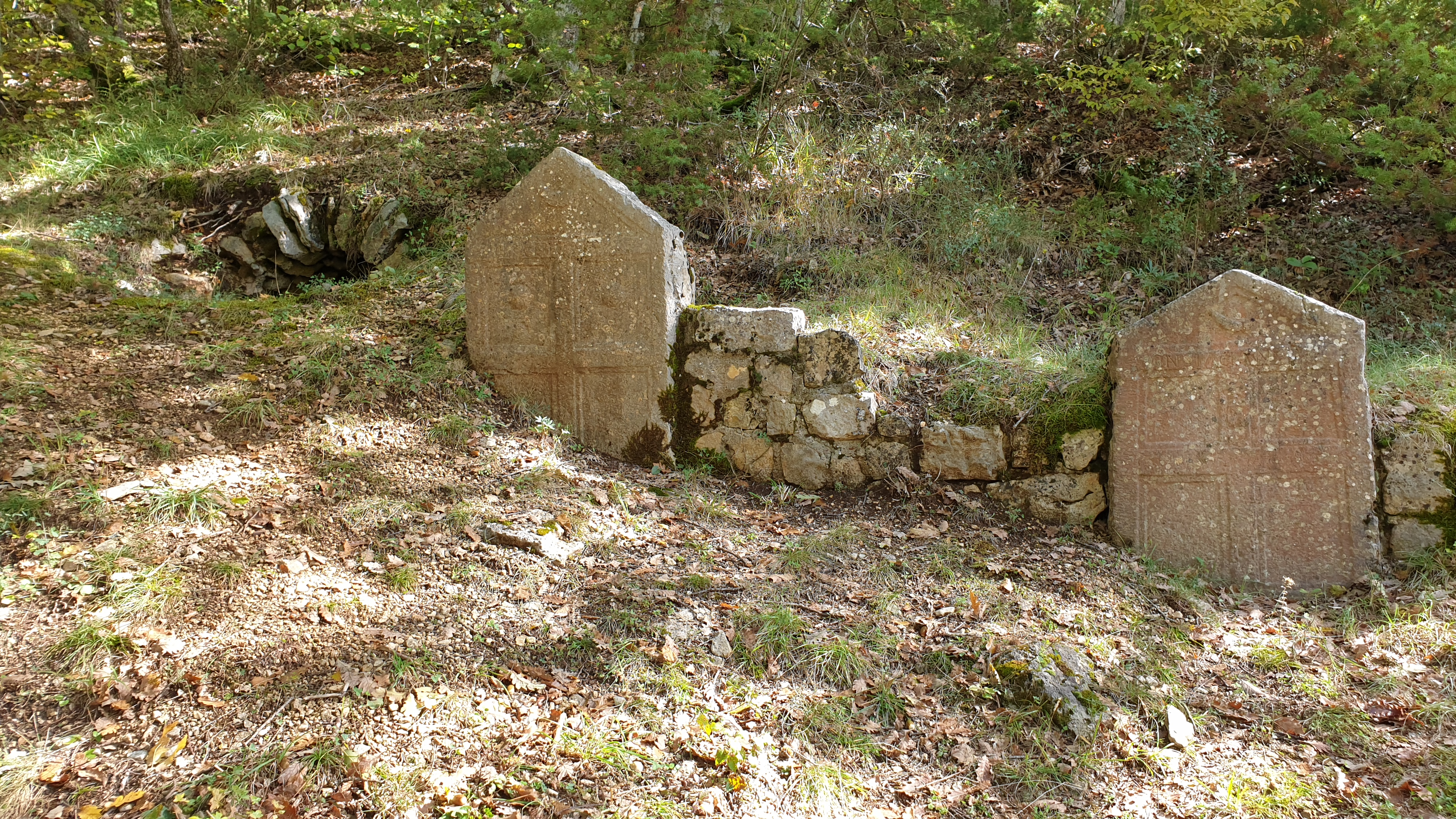
Les stèles de la nécropole de Cantone

## Historique des fouilles
Les premières découvertes ont été faites et signalées au milieu du XIXe siècle. La zone a été étudiée à la fin du siècle, alors qu'à partir de 1968 à La Giostra (1 093 m d'altitude) se trouvait l'Université de Pise, grâce au travail des professeurs Paolo Enrico Arias (it), Cesare Letta et d'autres archéologues, pour réaliser les premières opérations de fouilles suivies de recherches et d'études qui, dans les décennies suivantes, permirent de remettre au jour l'architecture urbaine des centres fortifiés, en particulier le vicus de La Giostra, le vicus et la nécropole de San Castro, et la nécropole de la vallée de Cantone de la fin de la République romaine.

## Chronologie
La zone d'intérêt archéologique et naturaliste, dominée par le mont Annamunna (1 233 m d'altitude), était déjà peuplée à l'époque italique. La zone archéologique, située le long d'un anneau d'environ neuf kilomètres et datant de l'âge du bronze à l'époque préromaine, était peuplée par les Marses jusqu'à la fin de l'époque républicaine . La doline et la zone karstique d'Amplero, ainsi que d'autres zones de Vallelonga, ont également été fortifiés dans le but de marquer et de défendre la frontière des Marses avec les Volsques, installés dans la vallée voisine du Liri et à Sora . Le village de San Castro di Amplero a vraisemblablement subi des destructions pendant la Première guerre samnite. Reconstruit et agrandi pour atteindre environ 18 hectares au cours du IIIe siècle av. J.-C., il fut progressivement abandonné après la guerre sociale, à tel point que presque tous ses habitants s'installèrent à Arciprete, près de l'Ortucchio contemporain ou vers d'autres centres dispersés de la Vallelonga.

## Principaux sites archéologiques

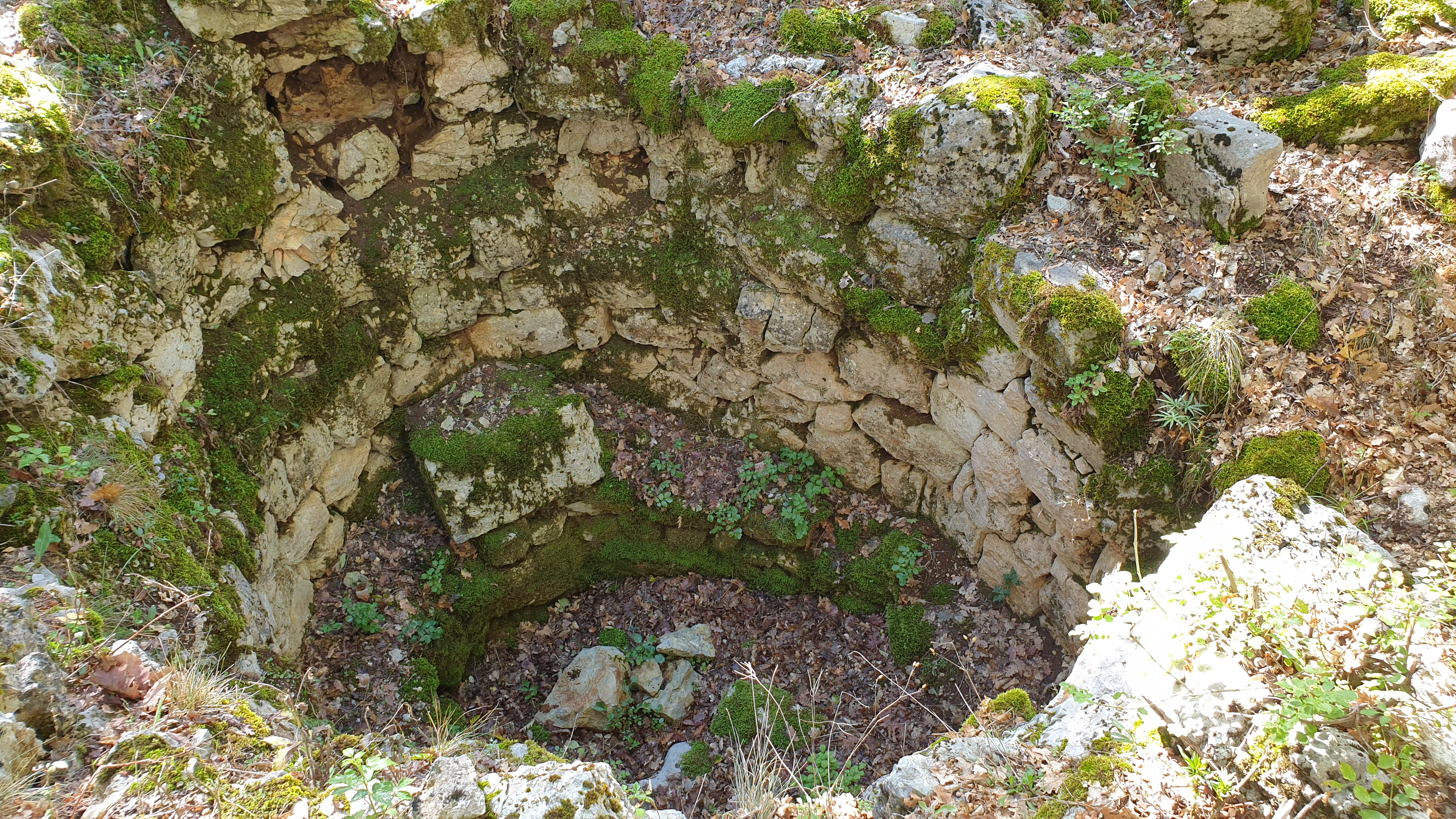
Citerne pour l'approvisionnement en eau (La Giostra)

### Vicus de La Giostra
C'est un noyau fortifié situé le long d'une colline proche du mont Annamunna, au-delà du refuge Aranello (959 m d'altitude). De forme ovoïde, il s'étend le long d'une structure en maçonnerie d'environ 350 m. Il domine le versant de San Castro et les petites vallées du Cantone et de Tristeri. Le complexe du temple, composé de deux bâtiments, est flanqué d'un dépôt votif et d'une citerne .

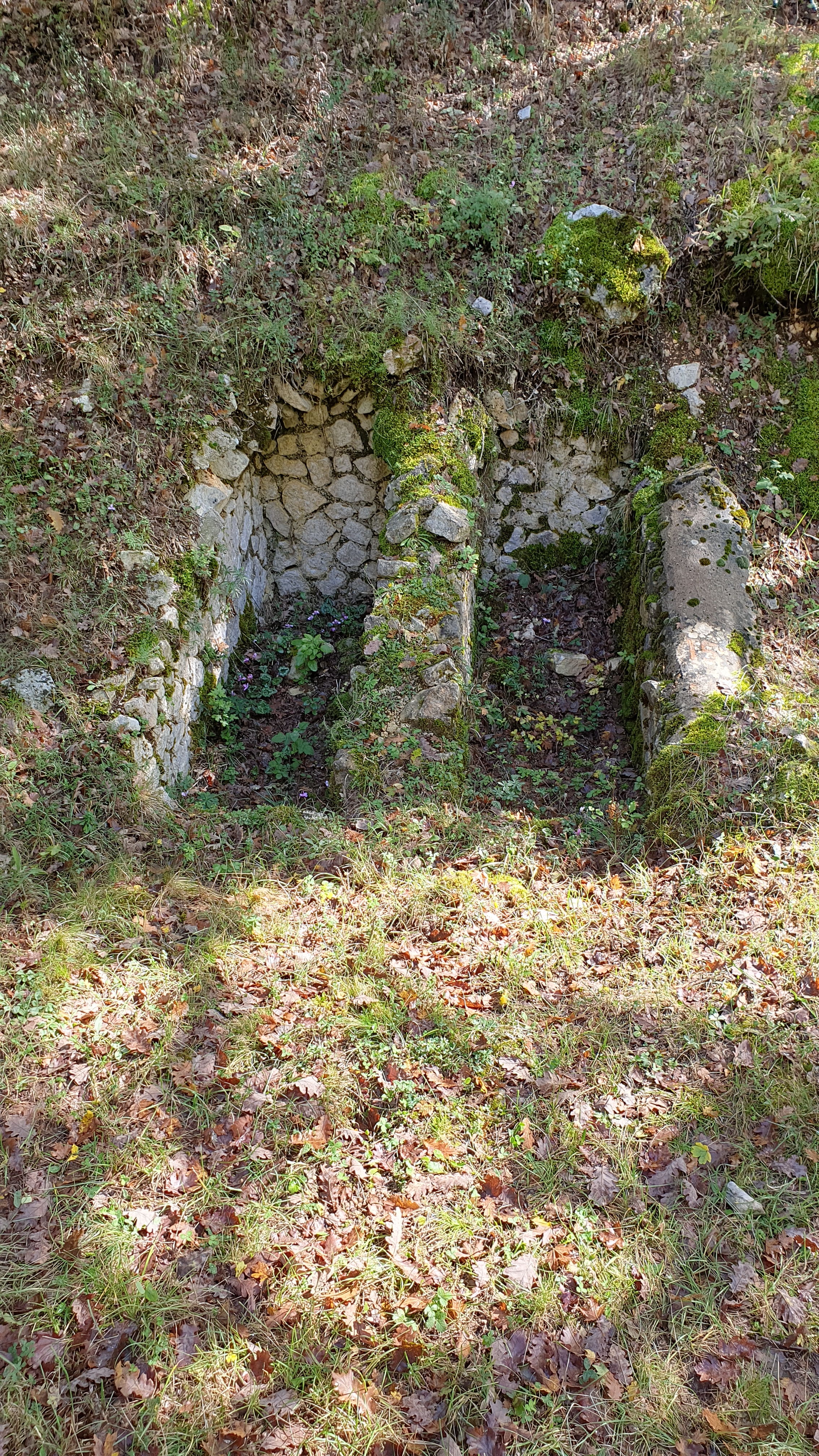
Tombes de la nécropole de Cantone

### Nécropole du Cantone
C'est un groupe de plus de cinquante tombes à chambre et pierres tombales situé sur la colline en face de La Giostra. Cela remonte à la fin de l'ère républicaine. De la tombe numéro 14, la seule équipée d'un dromos creusé dans la roche, ont été retrouvées plus de 700 pièces qui composent le letto di Amplero, datées entre la fin du IIe siècle av. J.-C. et le début du Ier siècle av. J.-C. et conservées dans le musée archéologique national des Abruzzes à Chieti , tandis que la copie reproduite en 1996 par les frères Fubelli de Rome est exposée au musée archéologique municipal du palais Botticelli de Collelongo.

### Vicus et nécropole près de San Castro
La zone archéologique de San Castro, toponyme corrompu de San Casto auquel était dédiée une église (Sancti Casti), est située au sud de la vallée de Cantone datant de l' époque italo-romaine. Parmi les découvertes mises au jour se trouve la partie inférieure de la sculpture italienne appelée Le gambe del diavolo, également exposée au musée national des Abruzzes . Dans la zone de La Cava, il existe différents types de tombes, telles que les tombes des capucins (Tomba alla cappuccina (it)), dont l'origine remonte approximativement au milieu du IIe siècle. La nécropole est située dans la zone de Pietraia-La Cava di San Castro, à 929 m  d'altitude.

## Galerie

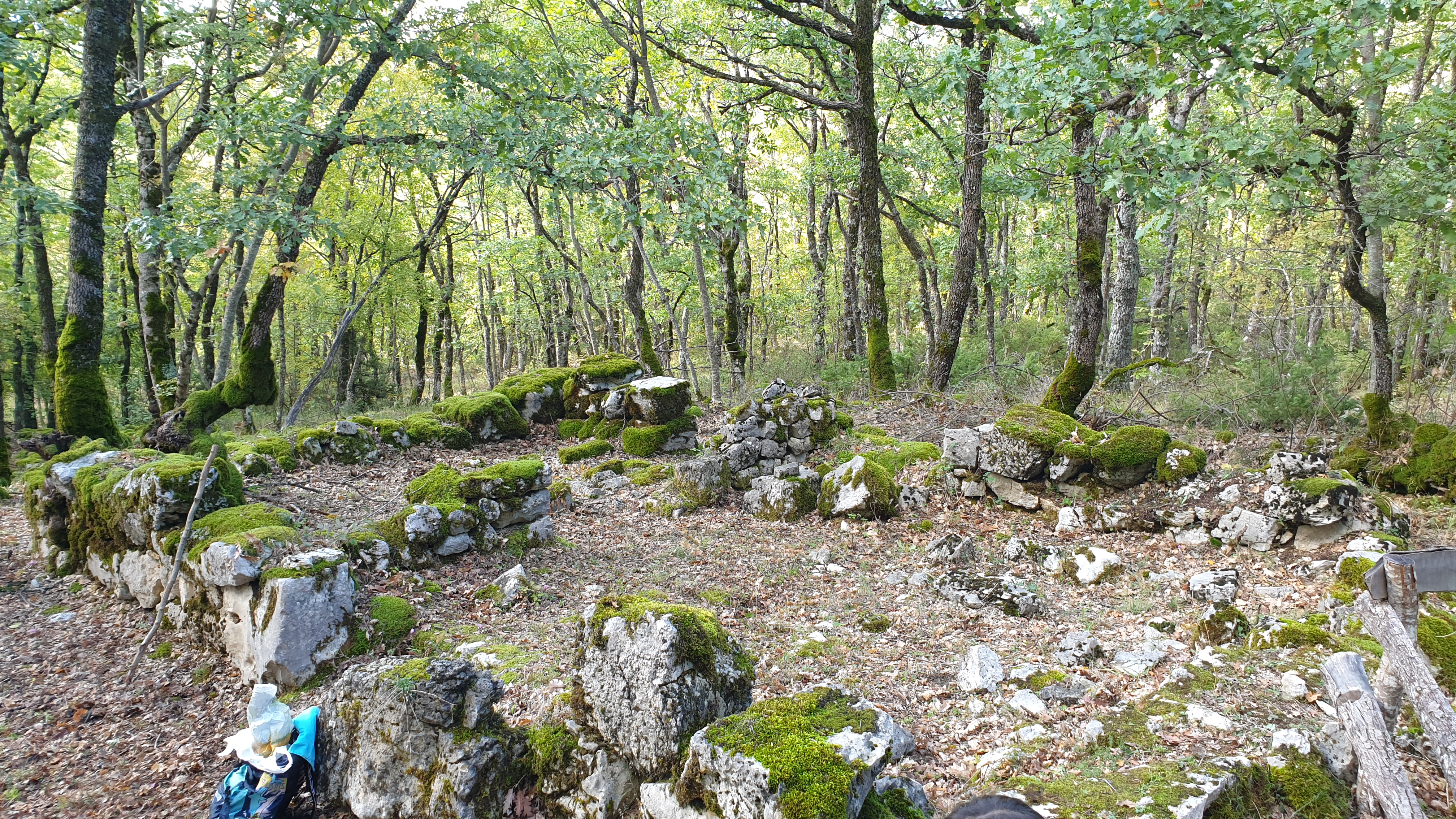
Acropole de La Giostra
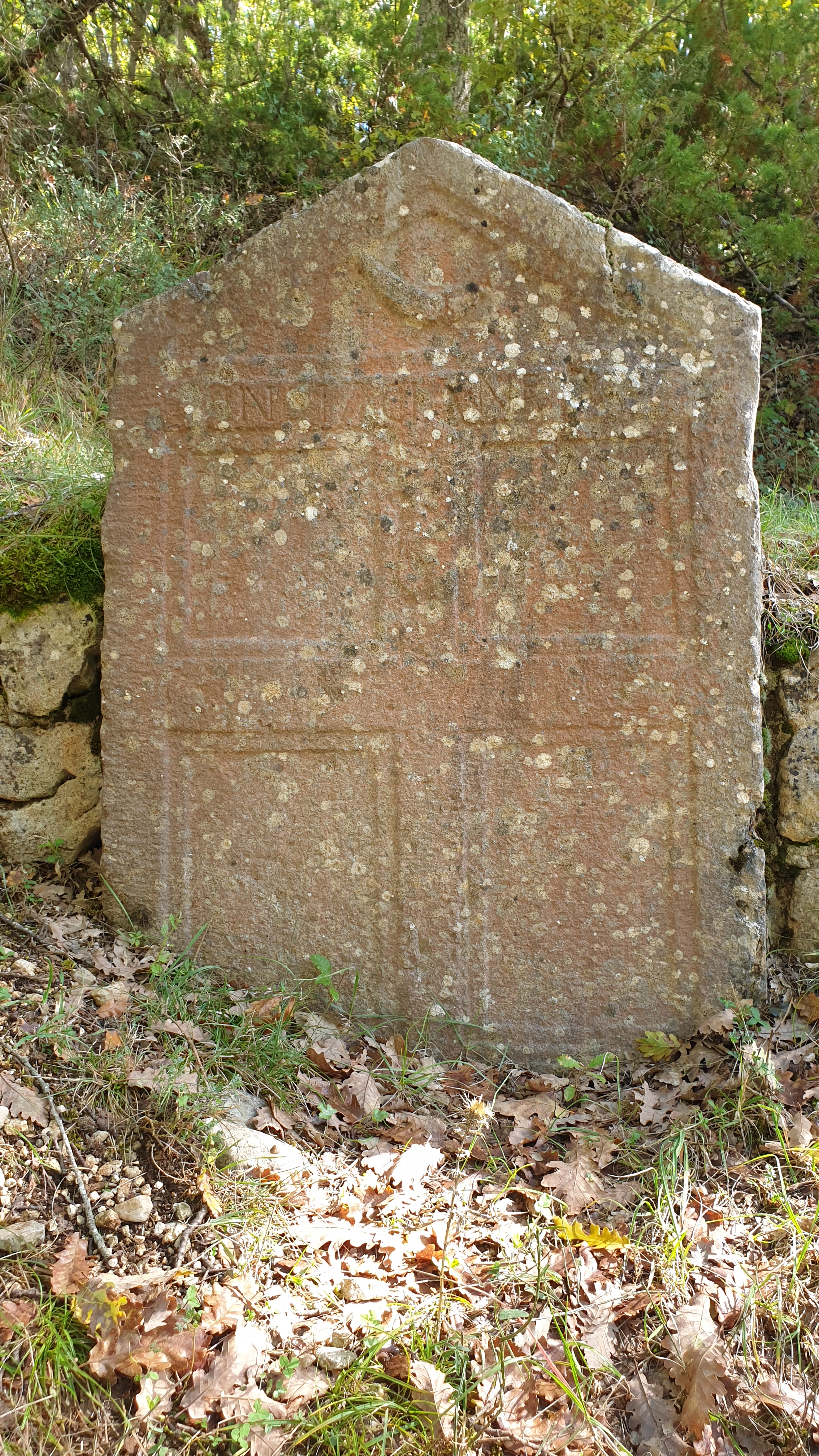
Stèle de Cantone
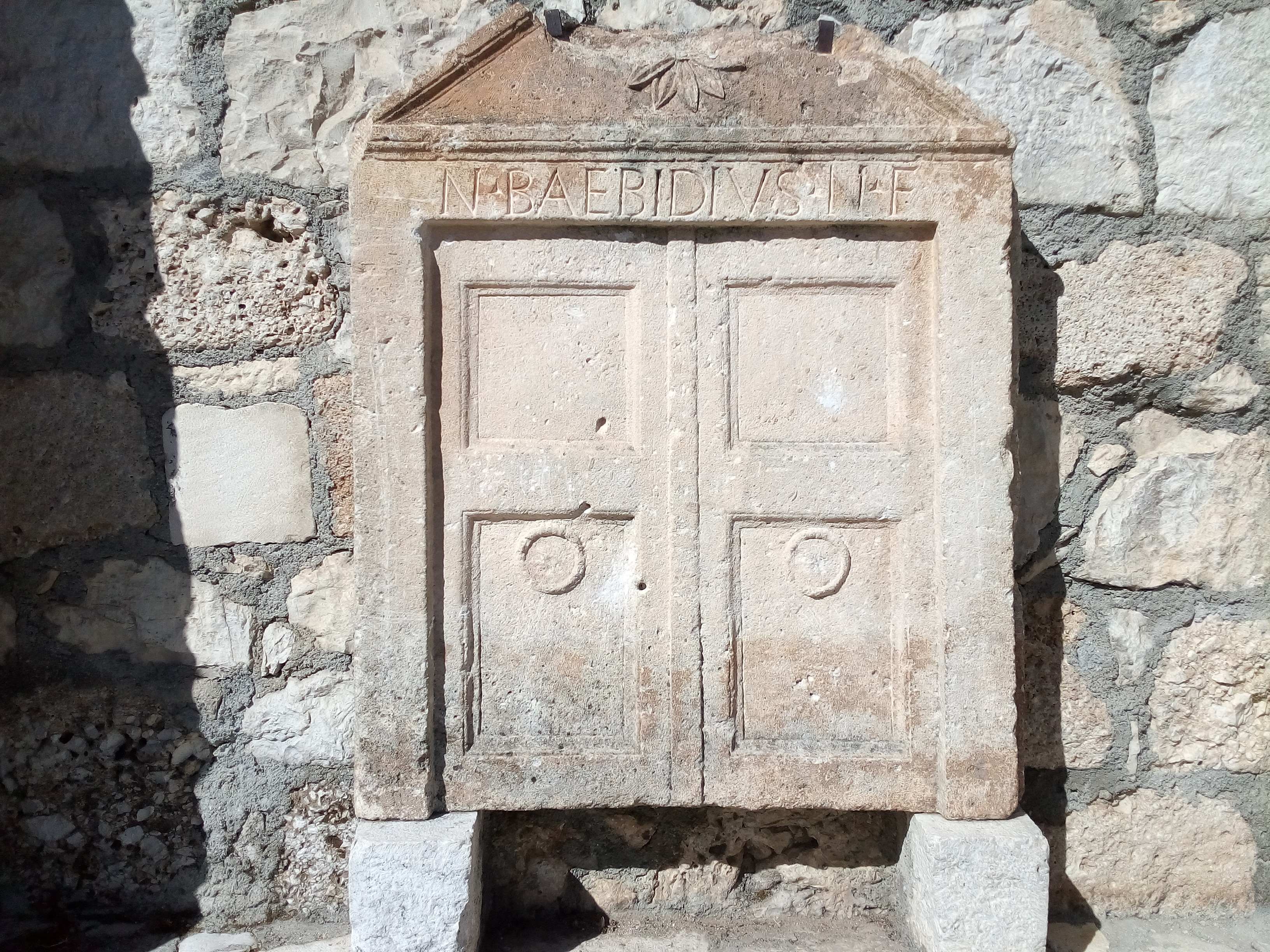
Pierre tombale